# ドミンゴス・ダ・ギア
ドミンゴス・アントニオ・ダ・ギア（Domingos Antônio da Guia、1912年11月19日 - 2000年5月18日）は、ブラジル、リオデジャネイロ出身の元サッカー選手。ポジションはディフェンダー。
1929年、バングーACでデビューした。バングーではチームのキープレイヤーとなり、1931年、1932年とリオ・ブランコ・カップを連覇した。しかしバングーでは、しばしば人種差別を受けることもあった。1933年に、ナシオナル・モンテビデオに加入し、同年国内リーグを制覇した。その後CRヴァスコ・ダ・ガマを経て1935年にアルゼンチンのボカ・ジュニアーズへ入団。ボカでも加入年にリーグ優勝を果たした。1937年から1943年まではCRフラメンゴでプレー。フラメンゴ時代には、3度リオデジャネイロ州選手権で優勝した。その後に所属したコリンチャンスでもロカ・カップを獲得。1948年に古巣バングーで現役引退した。
ブラジル代表としても30キャップを誇り、1938 FIFAワールドカップでも活躍した。
1974 FIFAワールドカップに招集されたサッカー選手である息子アデミール・ダ・ギアも、バングーでプロデビューしている。

## 獲得タイトル
- ウルグアイリーグ 1933
- アルゼンチンリーグ 1935
- リオデジャネイロ州選手権 1934, 1939, 1942, 1943